# Танабаєвське
Танаба́євське (каз. Танабай) — село у складі Алтинсаринського району Костанайської області Казахстану. Адміністративний центр Димитровського сільського округу.
Населення — 564 особи (2021; 699 у 2009, 980 у 1999, 1077 у 1989).
В радянські часи село називалось Димитрово, Танабаєвський.